# Абитуриент
Абитурие́нт (от лат. abituriens, abiturientis — собирающийся уходить; или от abiturus — тот, кто должен уйти) — в большинстве государств и стран лицо, заканчивающее среднее учебное заведение, держащее выпускные испытания или получившее абитур — аттестат зрелости. Также этим термином называется лицо (слушатель), проходящее подготовительные курсы для поступления в ВУЗ.

## История
На конец XIX века абитуриент — название ученика среднеучебного заведения (гимназии, реального училища и тому подобное), который приобрел в оном уже аттестат зрелости, необходимый для перехода в высшее учебное заведение. Ученик для получения аттестата зрелости должен был предварительно подвергнуться так называемому испытанию зрелости (examen maturitatis), которое в гимназиях немецких государств называется также Abiturienten — или Absolutorialexamen.
В СССР с 1950-х годов (а затем и на постсоветском пространстве) термин получил другое значение — лицо, поступающее в среднее специальное или высшее учебное заведение.
Во Франции также соответствует квалификации бакалавра, которая присваивается выпускникам полной средней школы и даёт право поступления в вузы.